# Кассины (деревня)
Кассины — деревня в Слободском районе Кировской области в составе Бобинского сельского поселения.

## География
Находится на расстоянии примерно 7 км на восток-северо-восток от Нового моста через Вятку в городе Киров.

## История
Известна с 1678 года как пустошь Агафоновская с 1 двором, в 1764 году учтено 42 жителя. В 1873 году в займище Агафоновское (Касины) было учтено дворов 8 и жителей 77, в 1905 16 и 84, в 1926 17 и 82, в 1950 39 и 73. В 1989 году отмечено 20 жителей. Нынешнее название утвердилось с 1939 года. Деревня имеет дачный характер.

## Население
Постоянное население  составляло 6 человек (русские 100%) в 2002 году, 9 в 2010.